# Nelly Moenne-Loccoz
Nelly Moenne-Loccoz (* 9. April 1990 in Annecy) ist eine französische Snowboarderin. Sie startet im Snowboardcross.

## Werdegang
Moenne-Loccoz nahm bis 2008 an FIS-Rennen und am Europacup teil, den sie in der Saison 2007/08 auf dem vierten Platz in der Snowboardcrosswertung beendete. Ihr erstes Weltcuprennen fuhr sie im Januar 2008 in Bad Gastein, bei den sie den 20. Platz belegte. Zu Beginn der Saison 2008/09 erreichte sie in Arosa mit dem dritten Platz ihre erste Weltcuppodestplatzierung. Es folgten im Weltcup weitere Resultate unter den ersten Zehn. Bei den Snowboard-Weltmeisterschaften 2009 in Gangwon kam sie auf den neunten Platz. Bei ihrer ersten Olympiateilnahme 2010 in Vancouver belegte sie den sechsten Platz. Bei den Snowboard-Weltmeisterschaften 2011 in La Molina gewann sie Silber. In der Saison 2011/12 kam sie bei allen Weltcuprennen unter den ersten acht. Sie erreichte dabei mit zwei zweiten und einen dritten Platz in Stoneham und Valmalenco weitere Podestplatzierungen. Die Saison beendete sie auf den vierten Rang in der Snowboardcrosswertung. Auch in der folgenden Saison belegte sie im Weltcup nur Topplatzierungen. Sie erreichte in der Saison erneut zwei zweite und einen dritten Platz im Weltcup. Beim Saisonhöhepunkt den Snowboard-Weltmeisterschaften 2013 in Stoneham kam sie den 17. Platz. Zum Saisonende holte sie in Veysonnaz ihren ersten und bisher einzigen Weltcupsieg. In der Snowboardcrosswertung errang sie den zweiten Platz. Bei den Olympischen Winterspielen 2014 in Sotschi kam sie auf den elften Rang. Im März 2014 holte sie in Veysonnaz mit dem zweiten Platz ihr einziges Weltcuppodestergebnis in der Saison 2013/14. Bei den Snowboard-Weltmeisterschaften 2015 am Kreischberg im Januar 2015 holte sie Silber. Im selben Monat gewann sie bei den Winter-X-Games Bronze. Im März 2015 erreichte sie bei Weltcuprennen in Veysonnaz und La Molina dreimal den zweiten Platz und gewann damit den Snowboardcross-Weltcup. In der Saison 2015/16 kam sie bei sieben Teilnahmen im Weltcup, sechsmal unter die ersten Zehn. Dabei belegte sie in Veysonnaz den dritten Platz und siegte jeweils in Montafon und in Feldberg. Bei den Winter-X-Games 2016 holte sie wie im Vorjahr die Bronzemedaille. Im März 2016 wurde sie Zweite bei den französischen Meisterschaften und errang zum Saisonende den fünften Platz im Snowboardcross-Weltcup. In der folgenden Saison errang sie mit sechs Top-Zehn-Platzierungen den siebten Platz im Snowboardcross-Weltcup. Außerdem siegte sie im Teamwettbewerb in Montafon und belegte in Solitude und in Veysonnaz jeweils zusammen mit Chloé Trespeuch den zweiten Platz. Beim Saisonhöhepunkt den Snowboard-Weltmeisterschaften 2017 in Sierra Nevada wurde sie Siebte und holte zusammen mit Chloé Trespeuch die Goldmedaille im Teamwettbewerb. Zum Saisonende belegte sie wie im Vorjahr bei den französischen Meisterschaften den zweiten Platz. In der Saison 2017/18 kam sie bei 12 Weltcupteilnahmen, 11-mal unter die ersten Zehn. Dabei errang sie zweimal den dritten und viermal den zweiten Platz und erreichte damit den dritten Platz im Snowboardcross-Weltcup. Zudem gewann sie zusammen mit Chloé Trespeuch den Teamwettbewerb in Montafon, Erzurum, Moskau und in Veysonnaz. Bei den Olympischen Winterspielen 2018 in Pyeongchang wurde sie Zehnte im Snowboardcross.
In der Saison 2018/19 kam Moenne-Loccoz viermal unter die ersten Zehn, darunter drei vierte Plätze und errang damit den sechsten Platz im Snowboardcross-Weltcup. Bei den Snowboard-Weltmeisterschaften 2019 in Park City wurde sie Neunte im Einzel und Siebte im Teamwettbewerb.

## Weltcupsiege und Weltcup-Gesamtplatzierungen

### Weltcupsiege
| Nr. | Datum             | Ort       |
| --- | ----------------- | --------- |
| 1.  | 16. März 2013     | Veysonnaz |
| 2.  | 12. Dezember 2015 | Montafon  |
| 3.  | 24. Januar 2016   | Feldberg  |

### Weltcup-Gesamtplatzierungen
| Saison  | Platz | Punkte |
| ------- | ----- | ------ |
| 2007/08 | 19.   | 920    |
| 2008/09 | 11.   | 2180   |
| 2009/10 | 9.    | 1610   |
| 2010/11 | 11.   | 1790   |
| 2011/12 | 4.    | 3460   |
| 2012/13 | 2.    | 4150   |
| 2013/14 | 6.    | 2100   |
| 2014/15 | 1.    | 2400   |
| 2015/16 | 5.    | 4220   |
| 2016/17 | 7.    | 2780   |
| 2017/18 | 3.    | 6840   |
| 2018/19 | 6.    | 2100   |
| 2019/20 | 11.   | 1440   |